# Euphonia affinis
Euphonia affinis е вид птица от семейство Чинкови (Fringillidae).

## Разпространение
Видът е разпространен в Белиз, Гватемала, Коста Рика, Мексико, Никарагуа, Салвадор и Хондурас.